# 滇西北虎耳草
滇西北虎耳草（学名：Saxifraga dianxibeiensis）为虎耳草科虎耳草属下的一个种。

## 扩展阅读
- 維基物種上的相關：滇西北虎耳草